# San Juan Espanatica
San Juan Espanatica es una localidad del estado mexicano de Jalisco. Es parte del municipio de Tuxpan.

## Demografía
| Gráfica de evolución demográfica |
|                                  |

| Censo | Población |
| ----- | --------- |
| 1910  | 270       |
| 1921  | 117       |
| 1930  | 111       |
| 1940  | 216       |
| 1950  | 350       |
| 1960  | 707       |
| 1970  | 623       |
| 1980  | 837       |
| 1990  | 908       |
| 2000  | 901       |
| 2010  | 941       |
| 2020  | 1 031     |